# Мой папа — капитан
«Мой папа — капитан» — советский художественный фильм. Снят режиссёром Владимиром Бычковым на киностудии имени Горького в 1969 году.

## Сюжет
Отец Васи Готовцева — капитан грузового речного судна «Игарка». С большой неохотой он берёт сына с собой в последний в этом году рейс по Енисею. Мальчик, ожидавший морских приключений, столкнулся с будничной работой. К тому же у него не сложились отношения со старпомом, который презрительно зовёт Василия пассажиром и жалуется на него старому капитану. Обиженный Вася убегает на берег и на его поиски команда тратит целые сутки. С каждым часом, из-за падения уровня воды, уходит надежда дойти до таёжного посёлка. Было решено поворачивать обратно, но капитан Готовцев взял на себя ответственность и провёл судно по обмелевшему руслу.

## В ролях
- Евгений Тетерин — Иван Макарович Готовцев, капитан «Игарки»
- Василий Бычков — Вася Готовцев, его сын
- Юльен Балмусов — Роберт Чугунов, старпом
- Павел Первушин — Тихон Фёдорович Пухов, механик
- Борис Григорьев — Борис Войтецкий, метеоролог
- Владимир Носик — Михаил Локотков, студент-киношник
- Галина Чигинская — Муся, буфетчица
- Герман Качин — Лёша, штурман
- Борис Гитин — «Лимонад», палубный матрос
- Иван Косых — сплавщик
- Юрий Визбор — попутный пассажир
- Анатолий Ведёнкин — клоун Савкин, старый знакомый Локоткова
- Александр Кузнецов — скандалист
- Владимир Плотников — эпизод
- Хейно Рахе — эпизод
- В. Сизоненко — эпизод
- С. Агаев — эпизод
- В. Офицеров — эпизод
- В роли группы геологов выступил ансамбль «Искатели».
- В массовых съёмках принимали участие речники Енисейского пароходства.

## Съёмочная группа
- Сценаристы: Авенир Зак, Исай Кузнецов
- Режиссёр: Владимир Бычков
- Оператор: Константин Арутюнов
- Композитор: Евгений Крылатов
- Художник: Галина Анфилова
- Песни Юрия Визбора

## Интересные факты
В кинопробах к фильму участвовал Владимир Высоцкий. В 2004 году обнаружилась запись, где актёр исполняет песню «Ещё не вечер».